# Pastorius (Pferd)
Pastorius (* 13. März 2009; † 18. März 2023) war ein Englisches Vollblutpferd. Er war als Rennpferd im Deutschen Derby siegreich.

## Abstammung
Der braune Hengst von Soldier Hollow wurde auf dem Union Gestüt in Eitorf aus der Princess Li gezogen.
Pastorius ist der Nachkomme aus dem ersten Jahrgang seines Vaters Soldier Hollow, der nach einer langen und erfolgreichen Rennkarriere erst im Alter von acht Jahren seine Deckhengst-Karriere begann. 
Seine von Wolfgang Porsche und dessen damaliger Frau Susanne gezogene Mutter, Princess Li, hat mit dem ein Jahr älteren Wallach Point Blank bereits vorher ein Rennpferd hervorgebracht. Sein ein Jahr jüngerer Vollbruder Parthenius gewann wie er selbst das Ratibor-Rennen, entwickelte sich dann aber im Gegensatz zu seinem Bruder nicht mehr weiter.

## Rennkarriere
Pastorius’ Rennkarriere ähnelt der von Lando. Wie dieser war er ein hervorragender Zweijähriger und gewann unter anderem das Herzog von Ratibor Rennen in Krefeld, eines der wichtigsten Rennen für zweijährige Pferde.
Wie Lando konnte er sich dann dreijährig bei den Derby-Qualifikationsprüfungen kein einziges Mal platzieren und trat beim bedeutendsten deutschen Rennen mit Terry Hellier im Sattel als 321:10-Außenseiter an. Nachdem ihm auch noch die schlechteste Startbox 14 zugelost wurde, spielte sein Besitzer sogar mit dem Gedanken, ihn vom Start zurückziehen. Im Rennen selbst lief Pastorius lange Zeit geschickt im Windschatten des haushohen Favoriten Novellist. Während sich dieser dann auf der Mitte der Zielgerade ein erbittertes Duell mit Girolamo lieferte, dirigierte Terry Hellier sein Pferd an der Außenseite fast unbemerkt knapp an den beiden Duellanten vorbei. Den Überraschungssieg beim Derby 2012 bestätigte Pastorius dann vier Wochen später beim Großen Dallmayr-Preis (Gruppe I) auf der Rennbahn in München-Riem mit einem überlegenen 8-Längen-Sieg vor dem Vorjahressieger Durban Thunder. Beim Großen Preis von Baden (Gruppe I) belegte er dann mit nur einer Länge Rückstand hinter den beiden Stuten Danedream und Ovambo Queen einen guten dritten Platz vor den beiden nächstplatzierten im Derby, Novellist und Girolamo. Als Nächstes folgte ein Sieg beim Preis der Deutschen Einheit (Gruppe III) in Hoppegarten und schließlich rundete er mit einem vierten Platz bei den Champion Stakes in Ascot die Saison ab.
Vierjährig begann Pastorius die Saison mit einem Sieg beim Prix Ganay (Gruppe I) in Frankreich und besiegte dabei unter anderen den Sieger des französischen Derbys. Er ist der erste und bislang einzige deutsche Sieger in diesem Rennen überhaupt. Der Prix Ganay findet auf derselben Rennbahn wie der Prix de l’Arc de Triomphe statt und gilt deshalb als idealer Saisonauftakt für Arc-Aspiranten. Auch Pastorius bekam nach seinem Sieg eine Nennung für dieses Rennen im Oktober. Anfang Mai trat Pastorius schließlich als Favorit beim hochdotierten Singapore Airlines International Cup an, enttäuschte dort aber mit einem vorletzten 12. Platz ebenso wie bei seinem Auftritt bei den Eclipse Stakes in England Anfang Juli. Auch in der Wechselhaftigkeit seiner Leistung ähnelt Pastorius dem Lando. Sie gehörten einem sehr starken Derby-Jahrgang an, denn auch die nächstplatzierten Pferde im Derby 2012, Novellist und Girolamo errangen dreijährig Gruppe-I-Siege und bestätigten ihre Klasse auch als ältere Pferde. Die drei Erstplatzierten des Deutschen Derbys waren 2012 überhaupt die einzigen dreijährigen Pferde in Europa, die Gruppe-I-Siege gegen ältere Pferde erzielen konnten.

## Nachkommen
Am 12. August 2013 zog sich Pastorius im Training eine Fissur am rechten Vorderbein zu. Sein Eigner entschied daraufhin, ihn aus dem Sport zu nehmen.
Pastorius begann seine Deckhengstkarriere 2014 auf dem Gestüt Fährhof. Ende 2017 wurde er nach Frankreich verkauft, wo er im Haras de la Hetraie hauptsächlich als Deckhengst für Hindernispferde eingesetzt wurde. Seine Söhne Schabau und Lord Leoso aus seinem ersten Jahrgang zeigten großes Talent, verletzten sich aber im entscheidenden Moment. Sein mit Abstand erfolgreichster Nachkomme ist seine Tochter Dalika vom Gestüt Ammerland aus seinem zweiten Jahrgang. Sie gewann in den USA ein Gruppe-I-Rennen und zwei Gruppe-III-Rennen.
Im März 2023 erkrankte Pastorius an einer durch einen Herpesvirus bedingten Lungenfibrose, die schließlich zu seinem frühen Tod im Alter von nur 14 Jahren führte.